# Битка код Чунџуа
Битка код Чунџуа (енгл. Battle of Chungju) био је једини покушај малобројне и неприпремљене корејске војске да задржи јапанско напредовање ка Сеулу током јапанске инвазије Кореје (1592). Битка је завршена одлучујућом јапанском победом, а Сеул је освојен без борбе неколико дана касније.

## Позадина
Јапанска инвазија Кореје у пролеће 1592. затекла је краљевство Чосон потпуно неспремно за рат. Након више од 200 година мира, војска је била малобројна, слабо плаћена и наоружана: за разлику од Јапанаца, који су већ увелико користили аркебузе, Корејанци су још увек били наоружани луковима и стрелама. Уз то, док су јапански заповедници били прекаљени ветерани из грађанских ратова за уједињење Јапана под Одом Нобунагом (1560-1582) и Тојотоми Хидејошијем (1582-1592), корејски официри били су већином дворски племићи без икаквог ратног искуства. Лука Пусан, прва тачка инвазије, освојена је за један дан (14. априла 1592), а све корејске тврђаве и гаризони одатле до Сеула заузети су на јуриш или напуштени без борбе. Вест о паду Пусана стигла је у Сеул 3 дана касније, 17. априла: краљ Сенђо је одмах упутио на југ генерала Ји Ила, са наређењем да поседне планински пролаз Чо-рјунг, између провинција Кјонгсанг и Чунгчoнг - кључни стратегијски положај на главном друму од Пусана за Сеул. Међутим, корејска војска била је тако малобројна и расејана по малим гарнизонима, да је врховни командант Ји Ил кренуо из Сеула са само 300 коњаника (по другим изворима свега 60), са наређењем да прикупи трупе успут. Послат у битку без војске, и прикупивши успут само 900 необучених регрута, генерал је потучен од далеко надмоћније јапанске Прве дивизије (око 20.000 људи) код Сангђуа, 25. априла. Изгубивши своју малу војску, побегао је на север без борбе, придруживши се војсци која се окупљала код замка Чунџу на јужној обали реке Хан, јужно од Сеула.

## Битка
За то време, заменик министра рата, генерал Сил Јип, прикупио је јужно од Сеула око 8.000 коњаника, са намером да се придружи Ји Илу и ојача одбрану планинског пролаза Чо-рјунг, између провинција Кјонгсанг и Чунгчoнг. На вест о напуштању планинских пролаза, Сил Јип је одлучио да напусти замак Чунџу и прихвати битку у равници на јужној обали реке Хан, уздајући се у надмоћ своје коњице над јапанском пешадијом на отвореном пољу. Међутим, са овог положаја било је немогуће повући се, пошто је равница према југу, као амфитеатар, била окружена планинским ланцима, са само два излаза на обе стране уз обалу реке.
Сукоб корејске коњице и јапанске пешадије није испао како је планирано: коњички јуриш разбијен је концентрисаном ватром из јапанских аркебуза, које већина Корејанаца никад раније није видела у борби. Затим је читава корејска војска нагла у бекство, али је потиснута од Јапанаца који су чували пролазе и натерана у реку, где се већина подавила. Генерал Сил Јип погинуо је боју, док је Ји Ил са шачицом преживелих успео да се пребаци преко реке.

## Последице
Вест о поразу једине војске између Јапанаца и Сеула стигла је у корејску престоницу сутрадан. Краљ је намеравао да брани град, али је у Сеулу било само 7.000 војника, док су веома дуги, али релативно ниски градски бедеми захтевали бар 30.000 људи. На вест о поразу, у граду је завладао хаос, пљачка и опште бежање војске и становништва, па је влада у таквој ситуацији већ 30. априла напустила престоницу и повукла се на север, у Пјонгјанг, где је стигла 7 маја, док су се преостале корејске јединице повукле на реку Имђин, где су се утврдиле. Јапанци су без борбе ушли у напуштени Сеул 5 дана после битке, 3. маја 1592.